# Mühlwald
Mühlwald (italienisch Selva dei Molini) ist eine italienische Gemeinde mit 1386 Einwohnern (Stand 31. Dezember 2023) in Südtirol. Der namengebende Hauptort der Gemeinde hat rund 900 Einwohner.

## Geographie

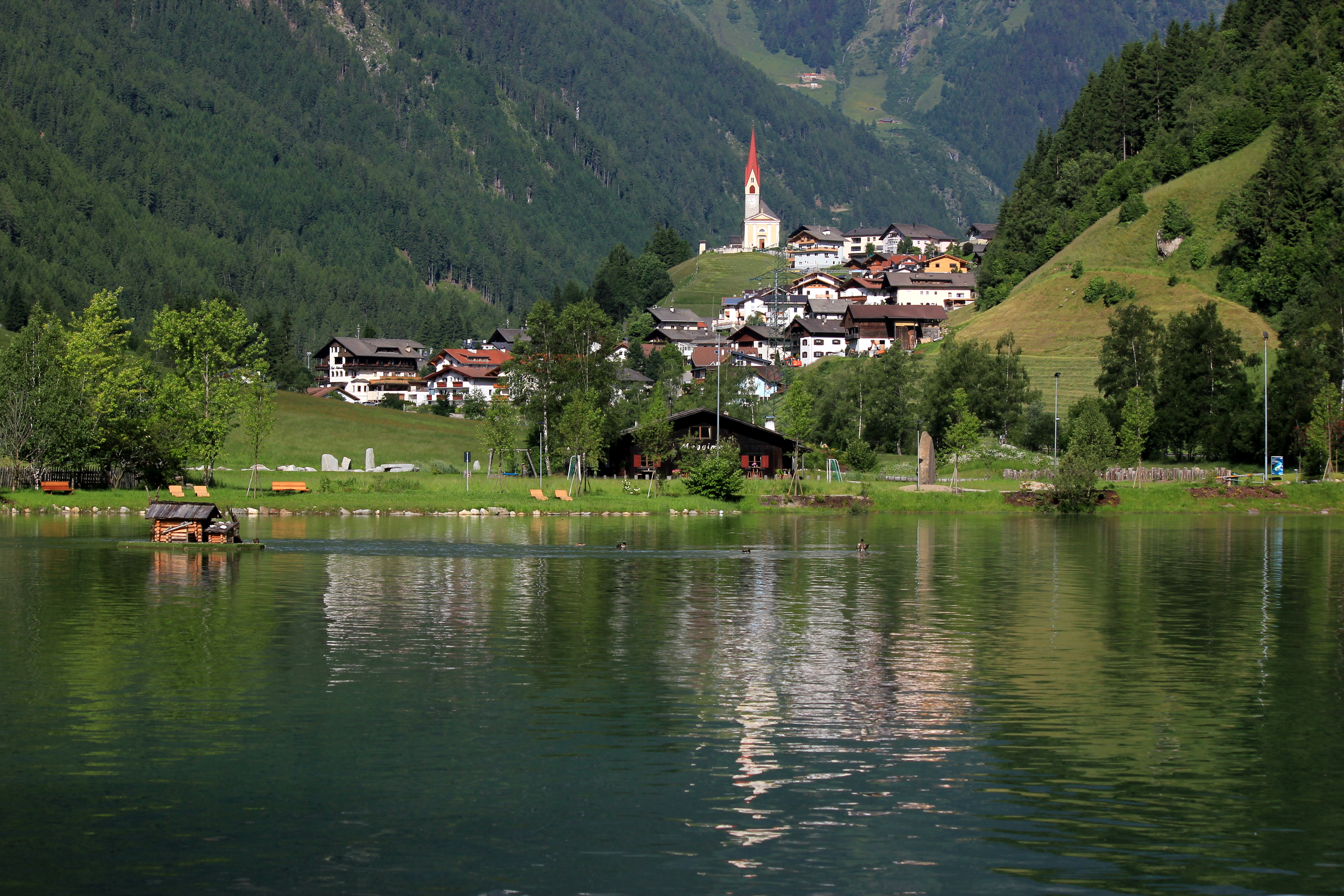
Der Hauptort Mühlwald vom Mühlwalder Stausee aus gesehen

Die Gemeinde Mühlwald nimmt mit Ausnahme des Mündungsbereichs das gesamte vom Mühlwalder Bach entwässerte Mühlwalder Tal in den Zillertaler Alpen ein. Dieses zweigt bei Mühlen in Taufers (Gemeinde Sand in Taufers) vom Tauferer Tal ab, verläuft zunächst in westliche Richtung und biegt schließlich nordwärts zum Zillertaler Hauptkamm bzw. Alpenhauptkamm hin ab, wo es in seinem letzten Abschnitt Lappachtal genannt wird. Die beiden größeren dörflichen Siedlungen im Tal, sowie die zahlreichen Einzelhöfe und kleinen Weiler befinden sich fast ausnahmslos auf der orographisch linken, sonnenexponierten Talseite. Das Gemeindegebiet ist 104,52 km² groß.
Am Taleingang befindet sich die Streusiedlung und Gemeinde-Fraktion Außermühlwald. Etwa in der Talmitte folgt – nahe dem Mühlwalder Stausee – der Hauptort Mühlwald auf 1150–1250 m s.l.m. Am oberen Talende – bereits nach der Talbiegung gegen Norden – liegt die Fraktion Lappach mit ihrem 1410–1450 m hoch gelegenen Ortskern.
Über dem Talschluss mit dem Neves-Stausee (1860 m) erheben sich ausgeprägte und vergletscherte Hochgipfel des Zillertaler Hauptkamms, der die italienisch-österreichische Staatsgrenze zum Bundesland Tirol bildet, darunter der Hohe Weißzint (3371 m), der Große Möseler (3480 m) und der Turnerkamp (3418 m). Der Hauptort ist eingerahmt von zwei Nebenkämen des Zillertaler Hauptkamms: Im Süden ist dies ein Kamm der beim Hohen Weißzint abzweigenden Pfunderer Berge, der zunächst gegen Süden und später nach Osten streicht und hier das Mühlwalder Tal vom Pfunderer Tal und Pustertal trennt. In diesem ragt südwestlich des Hauptorts, gut sichtbar vom Ortskern, der Reisnock (2663 m) auf. Am Turnerkamp hingegen nimmt der Mühlwalder Kamm seinen Anfang, der die Gemeinde u. a. mit der Tristenspitze (2716 m) im Norden und Nordosten vom Weißenbachtal trennt, und zuletzt mit dem Speikboden-Massiv den Talausgang beherrscht.
Ganzjährig erreichbar ist Mühlwald über die Talstraße vom Tauferer Tal her.

## Geschichte

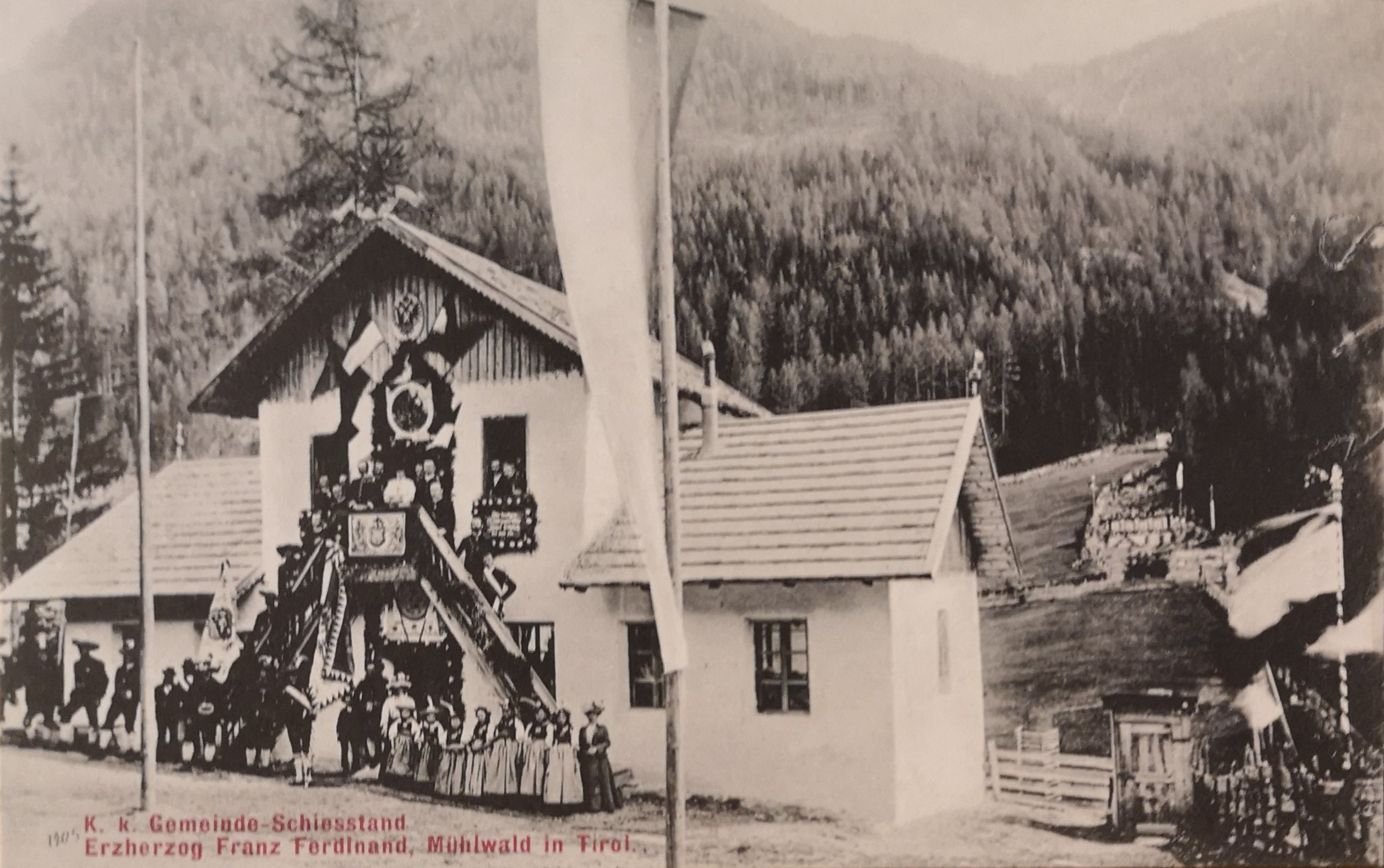
Der alte Mühlwalder Schießstand im Jahr 1905 aus Anlass des Besuchs von Erzherzog Franz Ferdinand

Der „sprechende“ Ortsname von Mühlwald („[Wasser-]Mühlen in einem waldreichen Gebiet“) ist als Mullenwalt, Mulenwalt und Mülbalt seit ca. 1160 bezeugt.
Wichtigster Grundherr in Mittelalter und Früher Neuzeit war das Kloster Sonnenburg. Im 12. Jahrhundert (1163/64) tauschten die Grafen von Valley umfassenden Besitz an der Südflanke des Mühlwaldertales zwischen dem Putzenbach und dem Wurmtal- oder Passenbach gegen eine Hofstatt in Hötting für den Sonnenburger Konvent ein.
Mühlwald und Lappach gehörten bis zum Ende des Ersten Weltkriegs zum Gerichtsbezirk Taufers und waren Teil des Bezirks Bruneck.
Die Gemeinde Mühlwald erhielt 1928 ihren heutigen Umfang, als das bis dato eigenständige Lappach eingemeindet wurde.
1964 kam es in Mühlwald im Kontext des Südtirol-Terrorismus zum Mord am örtlich stationierten Carabiniere Vittorio Tiralongo.

## Politik
Bürgermeister seit 1952:
- Josef Forer: 1952–1956
- Josef Oberlechner: 1956–1964
- August Aschbacher: 1964–1974
- Friedrich Mair: 1974–1985
- Josef Unterhofer: 1985–2010
- Paul Niederbrunner: seit 2010

## Bevölkerung
Mühlwald ist gemäß den erhobenen Sprachgruppenzugehörigkeitserklärungen bzw. Sprachgruppenzuordnungserklärungen eine weitgehend deutschsprachige Gemeinde. Als Berechnungsgrundlage der folgenden Prozentwerte wurden die gültigen Erklärungen von Personen mit italienischer Staatsbürgerschaft herangezogen.
| Sprache     | 1981    | 1991    | 2001    | 2011    | 2024    |
| ----------- | ------- | ------- | ------- | ------- | ------- |
| Deutsch     | 99,45 % | 99,79 % | 99,19 % | 98,90 % | 99,10 % |
| Italienisch | 0,55 %  | 0,21 %  | 0,73 %  | 0,90 %  | 0,75 %  |
| Ladinisch   | 0,00 %  | 0,00 %  | 0,07 %  | 0,21 %  | 0,15 %  |

## Wirtschaft
Der Dienstleistungssektor inklusive Tourismus und das produzierende Gewerbe waren bisher im Gegensatz zu den anderen Gemeinden des Tauferer Ahrntals nur von relativ geringer Bedeutung. Aus diesem Grund arbeitet ein Großteil der Erwerbstätigen außerhalb der Gemeinde.

## Bildung
Auf dem Gemeindegebiet befinden sich zwei Grundschulen im Hauptort Mühlwald und in Lappach, die beide dem deutschen Schulsprengel der Nachbargemeinde Sand in Taufers angeschlossen sind.

## Sehenswürdigkeiten
Mit dem Projekt „Kraft des Wassers“ wurden Themenwege erschlossen, auf denen regelmäßig geführte Wanderungen angeboten werden. Beginnend beim Wasserkraftwerk Mühlwald am Mühlwalder See führt der Themenweg vorbei an alten Mühlen, an einem Moor mit Quellgebiet und in weiterer Folge durch eine Klamm mit einem Wasserfall, um dann am Neves-Stausee in Lappach zu enden.

## Persönlichkeiten
- David Seeber (1934–2023), italienisch-deutscher Publizist
- Albuin Forer (1912–1975), Politiker der Südtiroler Volkspartei
- Hans Berger (* 1947), Politiker der Südtiroler Volkspartei
- Norbert Huber (* 1964), italienischer Rennrodler und Hotelier in Mühlwald